# Geodézia

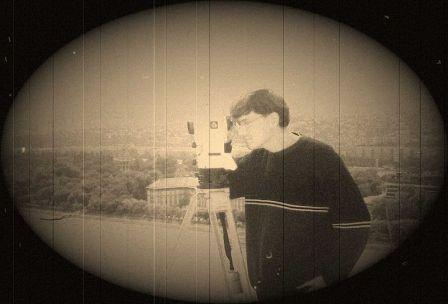
Geodéta munkában

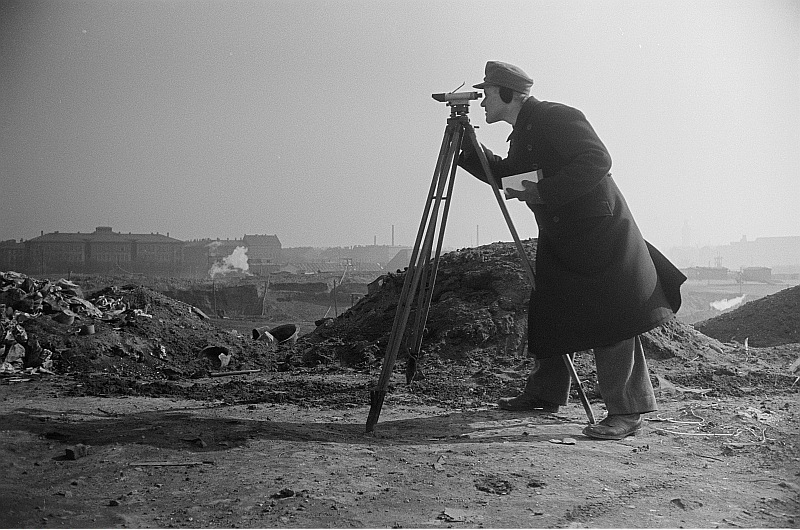
Geodéta

A geodézia vagy földméréstan a Föld felületének és létesítményeinek meghatározásával és ábrázolásával foglalkozó tudomány. Feladata lényegében kettős: egyrészt a Föld alakjának és méreteinek meghatározása,  másrészt a Föld felületén található természetes és mesterséges alakzatok geometriai adatainak megállapítása és ezek alapján az alakzatok ábrázolása.  Amikor ez utóbbi feladatnál a Föld felületéről beszélünk, Földünk topográfiai, fizikai felszínére gondolunk,azaz arra a határfelületre, mely a szárazulatokat és a vizeket elválasztja a légkörtől. Mind a természetes, mind a mesterséges alakzatok valamilyen szempontból az ember számára jelentősek és megismerésük gazdasági, jogi, honvédelmi stb. okokból fontos. A geodézia második helyen említett feladata tehát a gyakorlati geodézia céljait foglalja össze. Az első helyen említett feladat ezzel szemben az elméleti geodézia célját jelzi. Amikor a Föld alakjának kérdésével foglalkozunk, akkor már nem a Föld fizikai felszínére, hanem olyan felületre kell gondolni, mely idealizált képe a fizikai felszínnek, nem tekinti kiemelkedéseinek és mélyedéseinek rendkívüli változatosságát.
Minthogy egy felület meg van határozva, ha pontjainak helyzete egy térbeli koordinátarendszerben ismert, a geodéziát a helymeghatározás tudományának is szokás mondani.1

## A szó eredete
Akár az elméleti, akár a gyakorlati geodézia céljait tartjuk is szem előtt, tudományunk voltaképpen geometria e szó eredeti (földmérés) értelmében. A tudományok fejlődésének története magyarázza, hogy az egy tőből fakadt két tudomány korábban kifejlődött ágának, az alakzatok törvényszerűségeit kutató ismeretek összességének neve utal vissza a közös tőre: a földmérési tevékenységre, míg a későbben fejlődő ág kénytelen beérni azzal, hogy egyik oldalhajtásának, a földosztás műveletének Aristotelestől eredő görög nevével, a geodézia elnevezéssel illessük az immár szintén hatalmasan kiterebélyesedett  és önállóvá vált ismeretkör egészét. A geometria név szerint ismert első művelője, Miletosi Thales (i.e. 639 - 548) mindössze négy évszázaddal előzte meg Eratosthenest, aki elsőnek számította ki a gömbalakúnak képzelt Föld sugarát. A geodézia önállósulása csak a XVIII. században indult meg, jelentős területet hódítva el a csillagászattól.1 

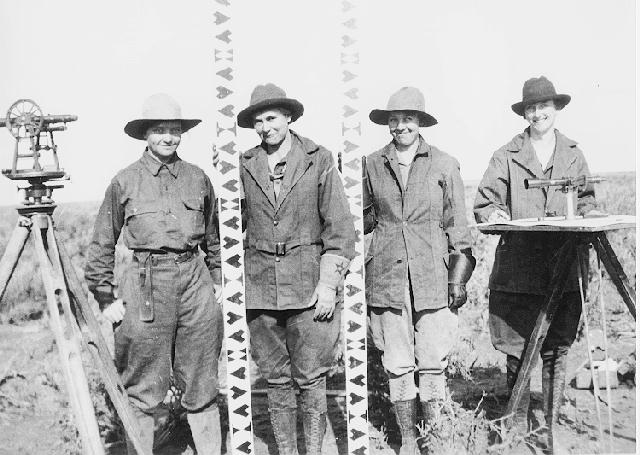
Női földmérők 1918-ból

## Felsőgeodézia
Magyarországon a köznyelvben a geodézia és a földmérés ugyanazt jelenti. A földmérést végző szakembert geodétának vagy földmérőnek nevezik. Egyes országokban a geodéziát és a földmérést megkülönböztetik egymástól. Így geodézia alatt az úgynevezett elméleti geodéziát, míg földmérés alatt a gyakorlati geodéziát értik. Az angol nyelvterületen ennek megfelelően beszélnek geodesy-ről és surveying-ről, a német nyelvterületen pedig Geodäsie-ről és Vermessung-ról. Magyarországon az elméleti geodéziát, elsősorban az első német nyelvű könyvek direkt fordításának eredményeként felsőgeodéziának, a gyakorlati geodéziát pedig általános vagy alsó geodéziának is nevezik.
A felsőgeodézia vagy elméleti geodézia a Föld alakjának és méretének meghatározásával, a kapcsolódó módszerekkel, a nagy kiterjedésű, kontinentális vagy országos kiterjedésű felmérések elméleti alapjainak lefektetésével, továbbá a földmérési alappont-hálózatok felsőrendű pontjainak nagy pontosságú meghatározásával foglalkozik. Angol nyelvterületeken általában csak ezekre az elméleti tevékenységekre használják a geodézia szót ("geodesy"), a gyakorlati, alsógeodéziai munkák összefoglaló neve "surveying", azaz felmérés.

### A Föld alakja
Felsőgeodéziai meghatározás szerint a Föld felszíne egy teljesen szabálytalan felület, melyet a szilárd talaj és a vizek felszíne alkot, ez a fizikai földalak, amelyet a legjobban megközelítő elméleti földalak a geoid, hétköznapi számításokhoz azonban a matematikailag viszonylag egyszerű forgási ellipszoidot alkalmazzák. Több forgási ellipszoidot határoztak meg, mindegyik ország arra építi a geodéziai számításait, amelyik az adott területen a legjobban simul a Föld felszínéhez. A GPS helymeghatározó rendszer pedig a Föld egészére vonatkozóan a WGS84 forgási ellipszoidot használja.

### Felsőrendű alapponthálózatok
A felsőrendű (első-, másod- és harmadrendű) szintezési és háromszögelési hálózatok alappontjainak meghatározása során fontos a rendkívüli pontosság, mert a felsőbbrendű hálózatok hibái hatványozottan jelentkeznek a rájuk épülő alacsonyabb rendű mérések során. Ezen pontmeghatározások során felhasználják a legkorszerűbb berendezéseket és módszereket (például a csillagászati helymeghatározást), beleértve a felsőgeodéziai alapkutatások legtöbb eredményét. A szatelita geodézia a mesterséges holdak feljuttatásával fejlődött ki. A fejlődés jelen állapotában a GPS technika által készülnek alappontok.

### Kozmikus geodézia
A felsőgeodézia egy speciális szakterülete, amely a Föld helyzetének térbeli tájékozásával, a forgástengelyeknek a csillagokhoz viszonyított térbeli helyzetének változásával és egyéb, a precíziós mérésekhez elengedhetetlen alapkutatásokkal foglalkozik. A Föld forgástengelyének helyzete kismértékben ugyan, de folyamatosan változik; emiatt az egyes pontok csillagászati módszerekkel kapott koordinátái szintén folyamatosan változnak. Ezen változások nyomon követése és a számításokban történő alkalmazása a pontossági követelmények miatt fontos.

## Általános geodézia
Az alsógeodézia vagy gyakorlati geodézia; kisebb kiterjedésű felmérésekkel, birtokhatárok, épületek, építmények kitűzésével, szintezéssel és részletpontok meghatározásával foglalkozik. A geodéziai méréseknek két fő fajtája van; a vízszintes, illetve magassági helymeghatározás, azaz magasságmérés.

### Helymeghatározás
A geodéziai mérések egyik fontos fajtája a helymeghatározás, a felmérendő pontok egyértelmű meghatározása. Ennek menete a következő: a domborzati viszonyok miatt különböző magasságokban levő pontokat egy egységes alapfelületre – általában a legközelebbi tenger szintje által meghatározott szintfelületre – kell vetíteni. Ezután a szintfelületen levő vetített pont helyzetének valamint az eredeti pont és vetülete közötti távolságnak (a tengerszint feletti magasságnak) meghatározása történik. Ha pont helyzetét a földrajzi helymeghatározással megegyező módon, a Föld tengelyéhez és egyenlítőjéhez viszonyítva határozzák meg, akkor abszolút helymeghatározásról, ha viszont a pontok egymáshoz viszonyított helyzetének meghatározása történik, akkor relatív helymeghatározásról beszélünk.
Az 1996 után készült térképeknél a MSZ 7772-1 szabvány alapján 10.3.3 pontja szerint a belterületeken alkalmazott méretarányú térképeken a valóságtól való megengedett legnagyobb eltérés határvonal esetén +/- 15 cm, földrészlet szélességét tekintve pedig +/- 21 cm lehet. Ennél nagyobb eltérés csak a régebbi kiadványú térképek esetében elfogadott, ám ott is csupán centiméterben lehet mérni a különbségeket.

#### Abszolút helymeghatározás

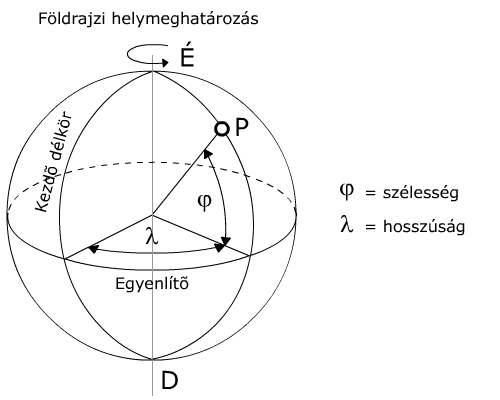
Földrajzi koordináták meghatározása

Az abszolút helymeghatározás során a vetületi pont helyét az alapfelületen földrajzi koordinátákkal adják meg, amely két szögértéket jelent:
- A földrajzi szélességet, amely a ponthoz tartozó sugárnak az egyenlítő síkjával bezárt szögét adja meg. Attól függően, hogy a pont az egyenlítőtől északra vagy délre helyezkedik el, megkülönböztetünk északi- és déli szélességet. Értéke 0°-90°-ig terjedhet.
- A földrajzi hosszúságot, amely a kezdő délkör és az adott ponton átmenő délkör síkja által bezárt, az egyenlítő síkjában mért szög. Attól függően, hogy a pont a kezdő délkörtől merre helyezkedik el, megkülönböztetünk keleti és nyugati hosszúságot. Értéke 0°-180°-ig terjedhet.

#### Szögmérés
A geodéziában megkülönböztetnek vízszintes és magassági szögmérést, mindkettő elvégzésének eszköze a teodolit, a szintezőműszer mellett a legáltalánosabban használt geodéziai mérőműszer. Nevezetes szögek (30°, 45°, 60°, 90°) kitűzésére különféle szögprizmák és szögtükrök is használhatóak.

#### Távolságmérés, hosszmérés
A távolságmérés mértékegysége a méter, eszköze a mérőszalag és a mérőléc, újabban a lézeres távmérő. Fontos, hogy a terepviszonyok miatt ferdén mért távolságokat vízszintesre kell redukálni.

#### Területszámítás
A geodéziai területszámítás a vízszintes mérés eredményéből levezetett adat, ezért mindig a részletpontok hibahatárától függ a minősége – ennek különös jelentősége van a földmérési alaptérképek levezetett területi adataiban, amelyek az ingatlan-nyilvántartásban a tulajdoni lapon megjelennek, és a közhiedelemmel ellentétben nem közhitelesek. A geodéziai terület sokszögek alapfelületi vetülete – nem a felszín területe –, számítása az alakzat töréspontjainak alapfelületi koordinátáiból, vagy trigonometriai módszerekkel történik.

#### Szintezés, magasságmérés
A másik fontos és gyakori geodéziai munka a szintezés; ennek során a pontok egymás közti magasságkülönbségét és/vagy a pontok alapfelület (tengerszint) feletti magasságát mérik. Ezeket a munkákat az Országos Szintezési Hálózat alappontjaira támaszkodva hajtják végre. Építkezéseket minden alkalommal szintezés előzi meg, hogy biztosítsák: vízszintes, sima felületre épül az építmény.

### Földmérési pontjelek

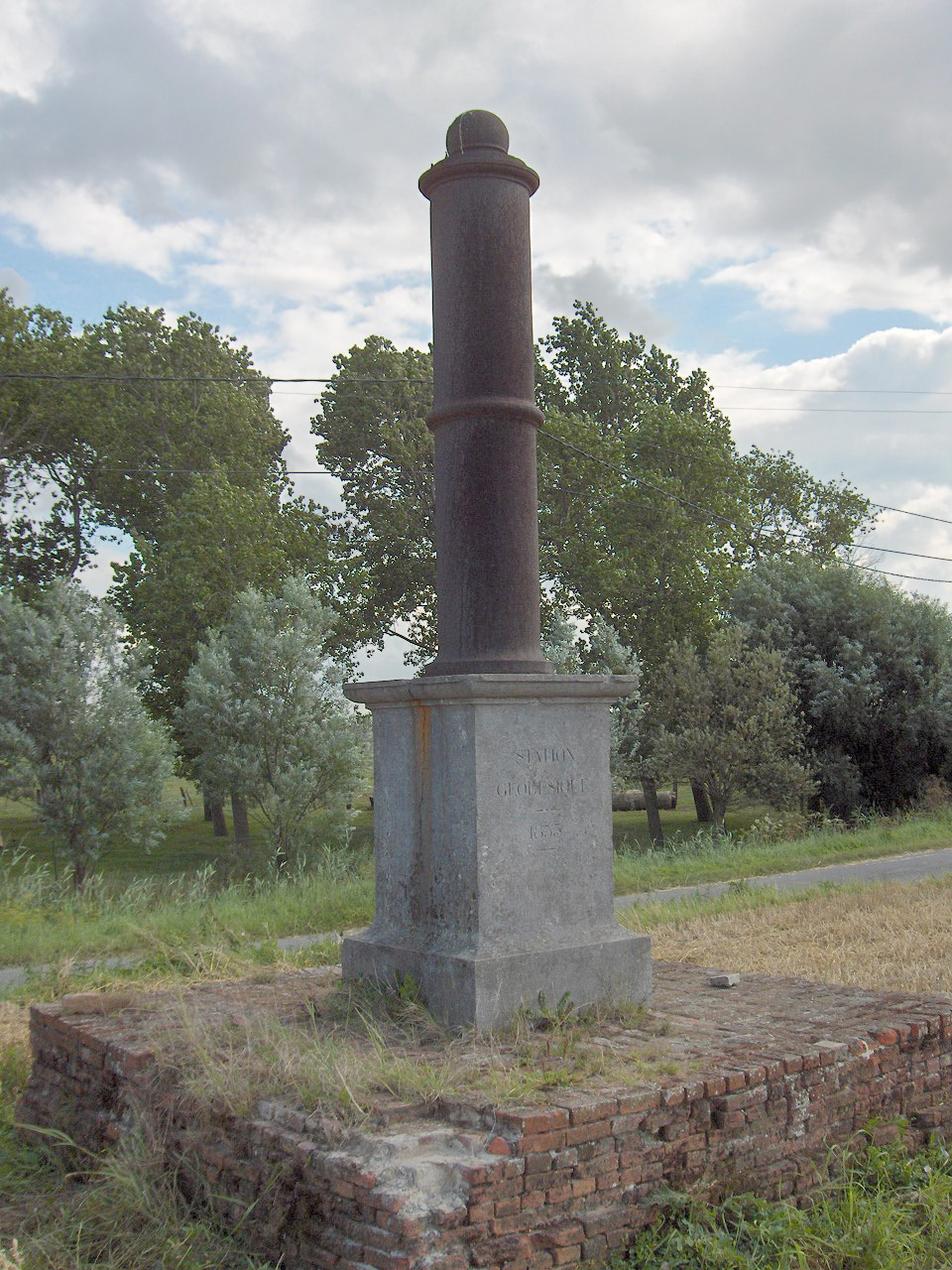
Földmérési alappont Belgiumban

Földmérési munkák végzése során a felmérendő pontokat szükséges megjelölni valamilyen módon, ez történhet ideiglenes módon, amikor csak a munkálatok idejére jelöljük meg a pontokat, a fontosabb pontjeleket azonban állandósítani kell.
Magyarország területén a földmérési pontjelek az állam tulajdonát képezik. A BTK 215. § szerint: „Aki földmérési jelet megsemmisít, megrongál vagy elmozdít, vétséget követ el és pénzbüntetéssel büntetendő”.

#### Ideiglenes pontjelek
A geodézia terepmunkák során szükséges a felmérendő pontok ideiglenes megjelölése, amely a munka jellegétől, valamint a terep és az egyes pontok sajátosságaitól függően a következő módokon történhet:
- Szeg
- Cövek
- Kitűzőrúd, jelrúd
- Bipód, tripód
- Állványos gúla

#### Állandó pontjelek

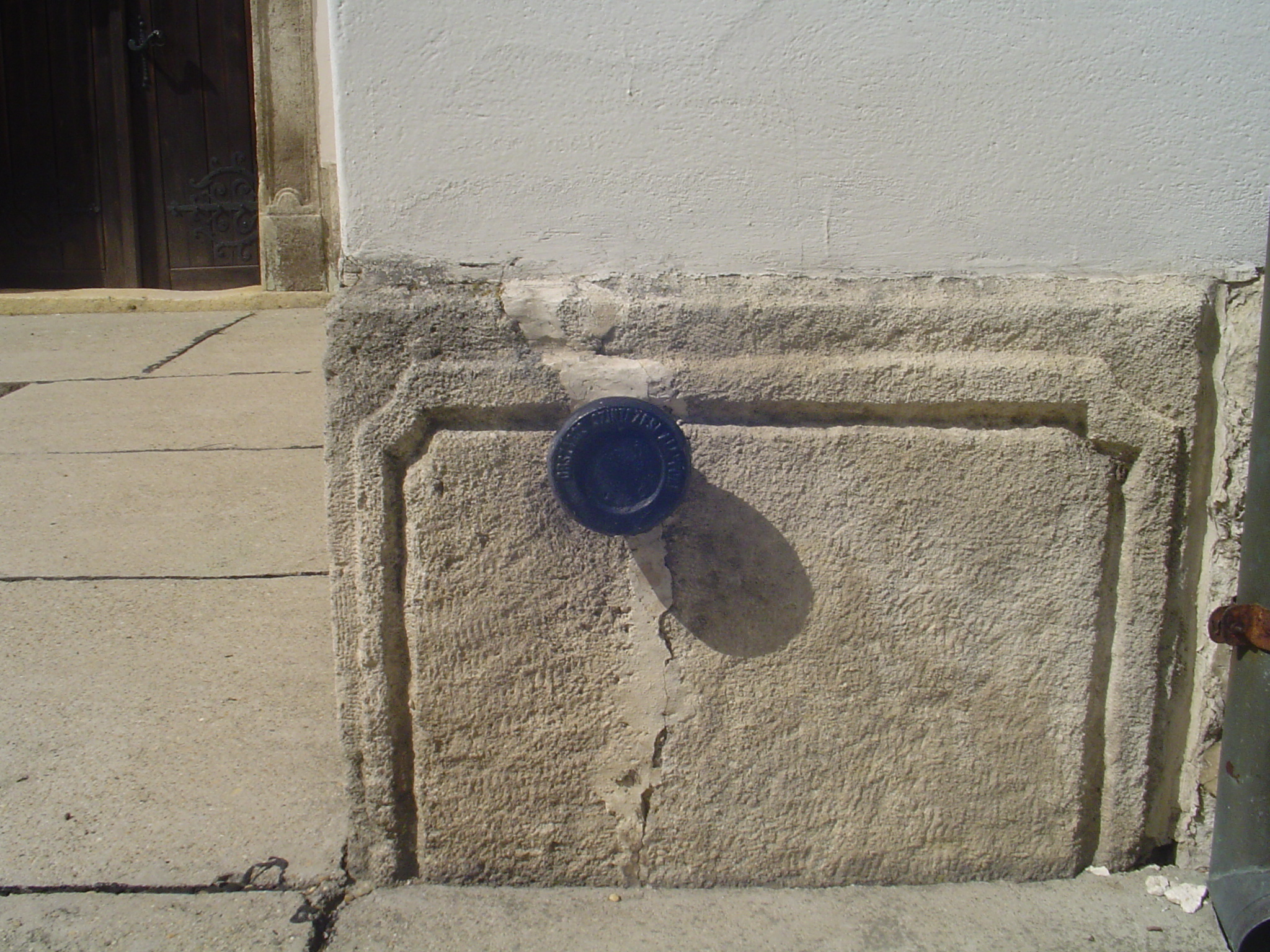
Fülöpszálláson a református templom oldalán található szintezési pont

Az alappont-hálózatok elemeinek fennmaradását biztosítani kell, hogy a munkák során mindig rendelkezésre álljanak, a háromszögelési pontok állandósítása a jellemzően a következő jelekkel történik:
- Csap
- Vasszekrény
- Vasrúd műanyag fejjel
- Templomtorony
- Kémény
- Kő, betontömb (többféle méretben)
- Vasbeton mérőtorony

A szintezési hálózat pontjait pedig a következő jelekkel állandósítják (szintezési munkák során használnak ideiglenes pontjeleket).
- Falicsap
- Szintezési gomb
- Szintezési kő (vasgombbal)

Régebben alkalmaztak falitárcsát, konzolos és furatos falitáblát is.

## Oktatás
Mivel a geodézia egyike a legősibb tudományoknak, az ókortól kezdve minden műszaki, természettudományi képzésnek szerves részét alkották a geodéziai ismeretek. A 18. században kezdődött a földmérő mérnöki oktatás önállóvá válása; Magyarországon az 1735-ben alapított selmeci Akadémián (Bergschule, Berg Schola) (mai jogutódja a Miskolci Egyetem és a Nyugat-magyarországi Egyetem) volt először földmérő képzés. Magyarországon jelenleg középiskolai, főiskolai és egyetemi szinten folyik a geodézia oktatása. A földméréstan fontos tantárgya a térképészek, geográfusok, építész-, építő-, település- és környezetvédelmi mérnökök, térinformatikusok tantervének is.
Nevezetes középfokú oktatási intézmény Magyarországon a Békéscsabai Szakképzési Centrum Vásárhelyi Pál Szakgimnáziuma és Kollégiuma és a budapesti Varga Márton Kertészeti és Földmérési Technikum és Kollégium, ahol földmérőket képeznek.

## Története
A geodézia egyidős a térképek megjelenésével, mivel azok a geodéziai mérések grafikus ábrázolásai. A pontos térképek birtoklása minden korban komoly gazdasági és katonai jelentőséggel bírt; a készítésükhöz nélkülözhetetlen földmérők munkája jelentette az alapját minden komoly ingatlan-nyilvántartási rendszernek is, ezért felelősségteljes munkájukat általában állami felügyelet alatt végezték. A földművelő kultúrák megjelenésével együtt merült fel az igény a birtokhatárok pontos meghatározására, mivel a termőföld jelentette a megélhetés alapját. A határok kimérését kezdetben egyszerű geometriai módszerekkel végezték, majd a matematika – és egyéb, a geodézia által használt tudományok és technológiák – fejlődésének köszönhetően egyre jobban ki tudták elégíteni a folyamatosan növekvő pontossági igényeket. Az ókori Egyiptomban a Nílus völgyében az évenkénti áradások rendre elmosták a földek határait jelző jeleket, ezért a birtokokat évről évre újból ki kellett mérni; ezt a munkát királyi földmérők végezték, egyúttal elkészítve az első földbirtok-adatbázist is, ami azért volt fontos, mert az ókori civilizációkban az adókat általában a megművelt földterület mérete alapján rótták ki.
A Római Birodalomban a földmérők a hadsereg műszaki tisztjeiként dolgoztak, a katonai feladatokon túl (a hadszínterek felmérése, a légiók útvonalainak és táborhelyeinek kijelölése) ők végezték az utak, hidak és egyéb épületek építése során felmerülő mérnöki munkák többségét, sőt, a polgári célú birtokösszeírásokat is. Augustus császár uralkodása idején fejeződött be a birodalom egészének a felmérése, amit Julius Caesar kezdeményezett. A római birodalom bukásával a többi tudományhoz hasonlóan a geodéziai ismeretek is feledésbe merültek.
Amikor a 15. századtól kezdve a nagy földrajzi felfedezések miatt felmerült az igény a precíz, tudományos alapokon készített térképek iránt, a geodézia ismét fejlődésnek indult. A háborúkban stratégiai és taktikai szinten egyaránt nagy jelentőségű, hogy a hadvezérek pontosan ismerjék a terepet, ezért tarthatatlanná vált, hogy a legtöbb ország még a saját területéről sem rendelkezett részletes, megbízható pontosságú (pl. távolságmérésre alkalmas) térképekkel. A 17.-18. századokban Európa-szerte megkezdődtek a katonai célú felmérések, elindult a földmérő szakképzés, a mérnökök tiszti rangban a hadseregek kötelékeiben szolgáltak. Magyarország területéről először a II. József által elrendelt Első Katonai Felmérés során készült az ország egészét lefedő részletes és pontos, kis méretarányú térkép. A második katonai felméréssel párhuzamosan, az 1850-es években kezdődött a földbirtokok pontos nyilvántartásához szükséges kataszteri térképeknek az egész országra kiterjedő elkészítése.
A gazdasági fejlődés következtében a 19. században szétvált a katonai és a polgári célú földmérés, az utóbbi vált meghatározóvá. A második világháború után épültek ki a ma is használt földmérési alappontok hálózatai, majd ezekre támaszkodva végezték el az állami alaptérképek készítéséhez szükséges országos felmérést. A kommunista diktatúra évei alatt a legtöbb geodéziai mérés eredménye szigorúan titkosnak minősült annak ellenére, hogy a felderítő műholdak megjelenésével a földi méréseken alapuló térképek katonai jelentősége jórészt megszűnt, így a titkolódzás értelmetlenné vált.
Az 1996. évi LXXVI. törvény szabályozza a földmérési és térképészeti tevékenységekkel kapcsolatos fontosabb dolgokat. Ennek útmutatásai, valamint a további szakági szabályozások, szabályzatok alapján készítették el az állami földmérési alaptérképet, amely „az egységes országos térképrendszerben (EOTR) készült olyan nagy méretarányú térkép, amely állami alapadatként tartalmazza a közigazgatási határokat, a földrészleteket, azok határvonalait, helyrajzi számait és egyéb azonosítóit, művelési ágait, a művelés alól kivett területeket, a földrészleteken lévő épületeket és a névrajzot. Tartalmazza továbbá a szakmai szabályzatokban foglalt módon a különféle építményeket és létesítményeket. Az alaptérképhez a földrészletek területi adatait tartalmazó területjegyzék tartozik.”

## Híres földmérők
- Abraham Lincoln (1809–1865)
- Biró Péter
- Bodola Lajos (1859–1936)
- Detrekői Ákos (1939 – 2012)
- Fasching Antal (Temesvár, 1879. június 6. - Budapest, 1931. október 14.)
- Feodoszij Nyikolajevics Kraszovszkij (oroszul: Феодосий Николаевич Красовский) (1878. szeptember 26. – 1948. október 1.)
- Gáthy István (1780. június 1. –  1859. szeptember 24.)
- George Washington
- George Everest
- Hazay István (1901. április 15. – 1995. december 23.)
- Homoródi Lajos (1911 – 1982)
- Joó István (1928. szeptember 26. – 2007. augusztus 5.)
- Karsay Ferenc (1931. – 2010 október 2.)
- Klinghammer István (1941. augusztus 10 –)
- Korányi Imre
- Krauter András (1939–2010)
- Kruspér István (1818. január 25. –  1905. július 2.)
- Lossai Péter (A Lossai kódex : 1498):
- Majzik Miklós (1868–1921)
- Luigi Ferdinando Marsigli (1658–1730)

- Mikoviny Sámuel
- Niklasz László (1903-1989)
- Niklasz László (1944- )
- Oltay Károly  (1881. április 8. – 1955. október 18.)
- Petzelt József (1805 körül –  1850)
- Petzval Ottó (1809. január 6. – 1883. augusztus 28.)
- Rédey István (1898. december 8. – 1968. október 7.)
- Rausch Ferenc (1743. szeptember 13. – Pozsony, 1816. jan 26.)
- Scmidht János György
- Tárczy-Hornoch Antal (1900. október 13. – 1986. január 16.)
- Vincze István
- Wolfstein József

## Földmérők az irodalomban és a filmművészetben
- Franz Kafka: A kastély (regény)

Hőse, K. egy kietlen, nyomorúságos faluba érkezik, és azt állítja, hogy a kastélyból rendelték ide földmérőnek. A kastély titokzatosan, megközelíthetetlenül magasodik a falu fölé.
- Jules Verne: Három orosz és három angol kalandjai (regény) [Meridiana – Aventures de trois Russes et de trois Anglais, 1872]

Háromszögelési munkákat végző szereplőkkel és történetükkel ismerkedhetünk meg. Az egyik geodéta valós személy – Everest ezredes (George Everest), akiről a Himalája legmagasabb csúcsa a nevét kapta.
- Karl May Winnetou-regényei:
- Old Shatterhand,
- Old Death,
- Old Firehand,
- Winnetou,

melyeknek főszereplője és elbeszélője Charlie, aki földmérő a vadnyugaton.
- Tóth-Máthé Miklós: Figuránsok  (regény) [halott link]
- Ivan Kusan: Galócza (színdarab)

### A filmművészetben
Bódy Gábor  első filmje az Amerikai anzix volt; a film főszereplőjének a foglalkozása: földmérő. A neve: Fiala János.

## További információ
1. Geodéziai kézikönyv. I. kötet. Szerkesztette Hazay István. Közgazdasági és Jogi Kiadó, Budapest, 1956.
2. 2012. évi XLVI. törvény a földmérési és térképészeti tevékenységről
3. Takács Levente: A római földmérés; utószó Szabó Gergely; Attraktor, Máriabesnyő, 2014